# Косма Косинский
Косма́ (Козма, Козьма) Косинский, Старорусский (ум. после 1240) — преподобный Русской православной церкви, сподвижник преподобного Константина Косинского.

## Биография
Об его детстве и отрочестве информации практически не сохранилось, да и прочие биографические сведения о нём очень скудны и отрывочны; известно лишь, что он был иноком в Новгородском монастыре преподобного Варлаама Хутынского. 

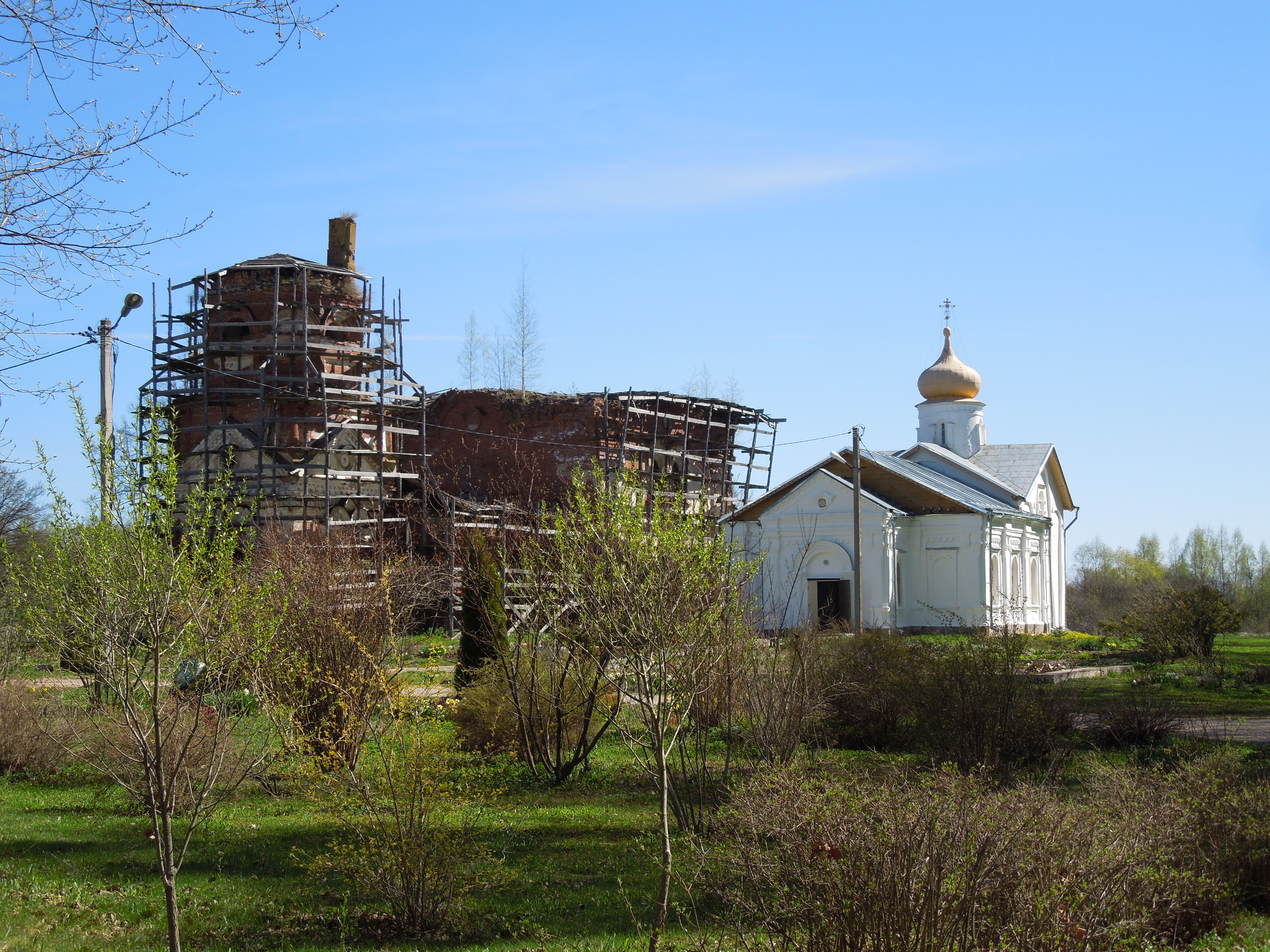
Косинский монастырь

В самом конце XII века, вместе с преподобным Константином, переселился на уединенный остров, в трех верстах от города Старая Русса, и там они основали Косинский монастырь.
Константин, умирая в 1240 году, передавал Козьме игуменство, но он отказался от этого звания и продолжал подвижническую жизнь простым иноком. Когда он скончался, не известно. Мощи его, вместе с мощами преподобного Константина, покоятся под спудом в Косинском монастыре.
Память 29 июля и в Соборе Новгородских святых — в 3-ю Неделю по Пятидесятнице.